# プロジェクトアドベンチャー
プロジェクトアドベンチャーは、米国マサチューセッツ州ビバリーに本部を置く国際的な非営利教育団体です。
その使命は、アドベンチャーを基盤とした体験型プログラムの拡大において、リーダーシップを発揮することです[1][2]

## 主な活動
プロジェクトアドベンチャーは、アメリカ合衆国および世界各国の学校で実施されている、生徒の主体的な学びを促すプログラムです[1]。
「非営利団体として組織化され、青少年を対象に複数日間の教育的な野外プログラムを登録・実施した、初期の大規模アウトドアプログラムのひとつ」[2]として、教育全般におけるいくつかの潮流や方法論に影響を与えてきたと広く認められています[3]。

## 歴史
プロジェクト・アドベンチャーとして知られるこの団体は、1971年、マサチューセッツ州ハミルトン・ウェナム地域高校で冒険型体育プログラムとして始まりました[1]。学校裏手の約半エーカーの森には、低い綱渡り、地上約6メートルの高さにある「モンキーブリッジ」、そして高い杭打ちポールの先端にある小さなプラットフォームから約1.8メートルの高さに吊るされた空中ブランコなど、様々なステーションが設置されました。この空中ブランコでは、ビレイを受けた生徒たちがポールに登り、小さなプラットフォームに直立し、空中ブランコを掴もうと飛び越えました。生徒たちは問題解決能力と協調性を養うとともに、恐怖心を克服し、身体能力への自信を深めました。この学校のもう一つの関連した伝統は、悪名高い「泥歩き」です。これは、生物学科の生徒たちが縛られ、プロジェクト・アドベンチャーの敷地に隣接するマイルズ川の沼地を歩くというものです。最も背の低い生徒は、しばしば他の生徒に助けられなければ、沼地の中に沈んでしまうことがよくありました。このサポートは、生徒たちが一時的に水に浸かるのを必ずしも防ぐことはできず、活動後は衣服をすべて脱がなければなりませんでした。しかし、生徒たちはプロジェクト・アドベンチャーの演習や泥歩きをいつでも自由に選択できました。[2]
アウトワード・バウンドのアドベンチャー学習の理念を学校教育に応用することで、この団体は米国全土へのプログラム拡大のために連邦政府からの資金提供を受けました[1]。
この高校はマサチューセッツ州ハミルトンに位置し、2011年には同州で第9位の高校として評価されました。
ある著者は当時の状況をこう表現しています。
「ある意味で、[ボブ]・パイの取り組みは、クルト・ハーンの仕事を完全な形で原点に戻した…」[2]。

## 影響力
研究者たちは、プロジェクトアドベンチャーおよびそのプログラムについて広範に研究を行ってきました。
研究対象は多岐にわたり、思春期の少年への影響[1]、文化的発達[2]、思春期の自己概念[3]、その他いくつかのテーマが含まれます。
「アドベンチャー統合モデル（adventure-integrated model）の開発」として知られる同団体は、体験型教育の分野やその他の領域に影響を与えた「3つの基礎概念」を確立したとされています。それは、「チャレンジ・バイ・チョイス（Challenge by choice）」、「フル・バリュー・コントラクト（full value contract）」、「目標設定（goal setting）」です[1]。
また、同団体は「アドベンチャーを通じた行動管理モデル（Behavior Management through Adventure、BMtA）」、別名「意図的アドベンチャーセラピー（intentional adventure therapy）」の開発でも知られています[2]。
さらに、アドベンチャー教育を学校に導入した功績が大きいとされ、公教育に多方面で影響を与えたとも評価されています[3]。

## 日本におけるプロジェクトアドベンチャーの活用事例
みやぎアドベンチャープログラム
玉川アドベンチャープログラム
兵庫冒険教育